# Kurfürst-Maximilian-Gymnasium Burghausen
Das Kurfürst-Maximilian-Gymnasium Burghausen, genannt Kumax, ist ein musisches und sprachliches Gymnasium mit offener Ganztagsbetreuung. Das ehemalige Jesuitenkolleg ist eines der ältesten Gymnasien Bayerns.

## Geschichte

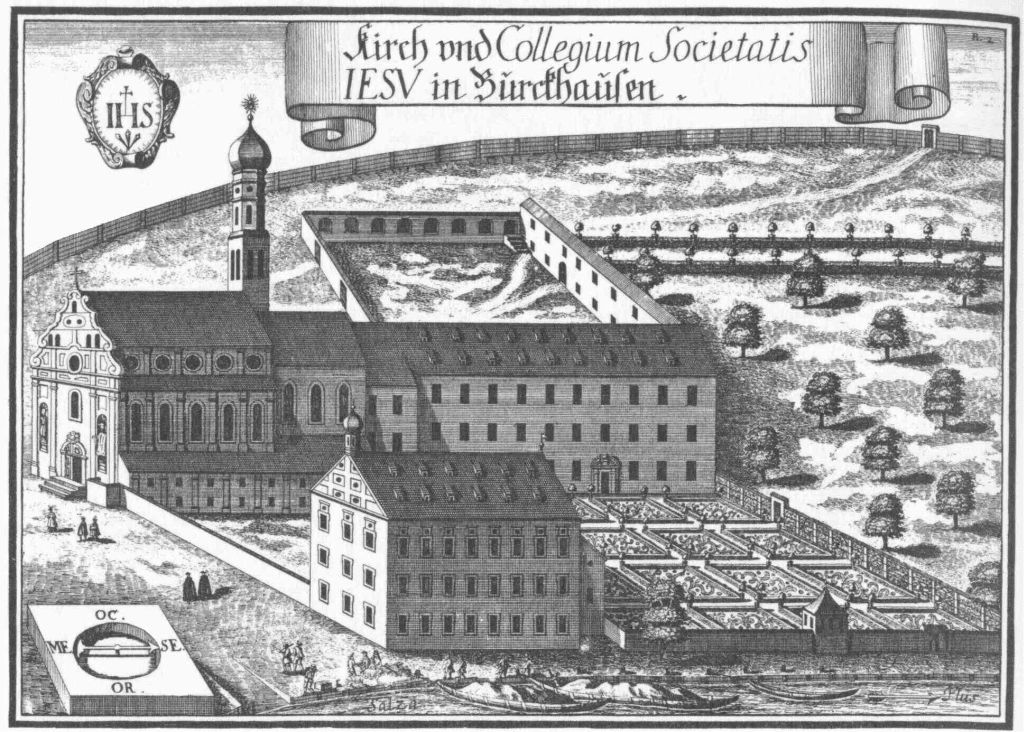
Das Jesuitenkolleg auf einem Stich von Michael Wening (1699)

Spätestens seit 1302 besuchten Schüler aus Burghausen Hochschulen. Bereits 1538 wird ein lateinischer Schulmeister urkundlich erwähnt. Ab Ende des 16. Jahrhunderts gibt es Hinweise auf eine Lateinschule in Burghausen. 1627 kamen dann die Jesuiten nach Burghausen, die 1629 von Kurfürst Maximilian beauftragt und finanziell ausgestattet wurden, eine Kirche, ein Gymnasium und ein Collegium (Studentenwohnheim) zu errichten. Als Ort wurde der Grund um die alten Salzspeicher in der Zaglau gewählt. 1630 wurde der Grundstein für die Gebäude gelegt, 1631 wurde die Kirche eingeweiht. Der Bau der übrigen Gebäude zog sich nicht zuletzt aufgrund der andauernden Kriege und der widrigen Umstände noch viele Jahre hin. Die Jesuiten betreuten Kirche und Kolleg St. Joseph bis zur Aufhebung des Jesuitenordens im Jahr 1773. In ihre Räumlichkeiten in Burghausen zogen bis zur Säkularisation in Bayern Zisterzienser aus Kloster Raitenhaslach ein. Sie übernahmen auch die Lehrtätigkeit in der Schule. Die Schule wurde in den darauf folgenden Jahren zeitweise als Realschule weitergeführt und hatte keine große Bedeutung mehr. Teilweise bestand der Schulbetrieb nur aus einer Klasse. Mit vier Schülern war 1825 der Tiefpunkt erreicht. Durch den Einsatz der Burghauser Bürger wurde 1830 wieder die Einrichtung einer Lateinschule erreicht. Trotzdem litt der Schulbetrieb weiter an dem Mangel ausreichend qualifizierter Lehrer und einem relativ schlechten Ruf. Seit 1868 stieg die Schülerzahl jedoch. Von 1872 bis 1875 konnte stufenweise wieder ein Vollgymnasium etabliert werden, und die Schülerzahlen stiegen daraufhin weiter an. So wurden im Jahr 1900 über 400 Schüler gezählt. Am 9. Mai 1877 genehmigte König Ludwig II. die Errichtung eines königlichen, später staatlichen Studienseminars, dessen Schüler das Gymnasium besuchten. Dieses existierte bis 1934 und war im ehemaligen Regierungsgebäude untergebracht. Ab 1892 betrieben die Kapuziner das spätere Studienseminar St. Konrad, 1951 kamen die Salesianer mit einem weiteren Seminar hinzu und ab 1956 das Bischöfliche Studienseminar St. Altmann. Die Seminare wurden in den 1980er und 1990er Jahren aus Nachwuchsmangel geschlossen.
Im Schuljahr 2023/2024 besuchten 342 Schülerinnen und Schüler die Einrichtung, welche seit 1965 nach ihrem Stifter, Kurfürst Maximilian I. benannt ist.

## Baubeschreibung

### Hauptbau (Osttrakt)

#### Gebäude
Bei dem Osttrakt längs des Salzachufers handelt es sich um einen langgestreckten dreigeschossigen Satteldachbau mit Dachreiter an der Südseite, errichtet 1662–1664 nach Plänen des kurfürstlichen Hofbaumeisters Marx Schinnagl. Die Fenster sind mit geohrten Rahmungen und Verdachungen versehen. Am Sockel der Ostseite sind Hochwassermarken angebracht. An der Westseite findet sich ein Portal mit Pilastern, Sprenggiebel und einer Inschriftplatte, welche darauf verweist, dass das dem hl. Franz Xaver geweihte Gymnasium unter den Kurfürsten Maximilian I. und Ferdinand Maria von Bayern erbaut wurde. Im Erdgeschoss befindet sich an der Westseite ein Gang mit Kreuzgratgewölbe und einem Rotmarmorpflaster. Auch der Gang im Stockwerk darüber wird von einem Kreuzgratgewölbe mit Stichkappen überspannt. Das Bodenpflaster ist aus Solnhofener Platten.

#### Kleine Aula
Der ehemalige Saal der Marianischen Studentenkongregation im Erdgeschoss, die sogenannte Kleine Aula, ist ein Musiksaal und mit Frührokoko-Stuck und Medaillonbildern an den Wänden ausgestattet. Er brannte 1733 aus und wurde 1961 bis 1963 wiederhergestellt, wobei spätere Übermalungen abgetragen wurden. An der Decke ist ein Fresko aus dem Jahre 1731 von Innozenz Anton Warathy mit dem Namen Mariens auf einer Mondsichel zu finden, welcher von Strahlenkranz, Gewölk und Engelsköpfen umgeben ist. Die Medaillonbilder aus dem Jahre 1797 sollen Vorbilder für die Jugend darstellen. Die Eingangstür ist mit Verzierungen im Stil des Frühklassizismus versehen.

#### Große Aula
Die sogenannte Große Aula im 2. Obergeschoss war ursprünglich ein Gottesdienst- und Festsaal der Jesuiten. Sie gilt als das „Schmuckstück des Gymnasiums“. Der damalige Hochaltar steht heute in der Studienkirche St. Josef. Die für den Altar nötige Deckenhöhe wurde durch den Ersatz einer Kassettendecke durch ein Tonnengewölbe in den Jahren 1731 bis 1735 erreicht. Diese Umgestaltung erfolgte durch Martin Pöllner nach Plänen von Melchior Österl.  Der Raum ist an den Wänden und er Decke mit Frührokkoko-Stuck um 1733 von Joseph Hepp versehen. Die drei Fresken an der Decke von Innozenz Anton Warathy stellen verschiedene Motive aus dem marianischen Themenkreis dar: Lt. Spruchbänder „Eine Jungfrau vor der Geburt“, „Eine Jungfrau in der Geburt“ und „Eine Jungfrau nach der Geburt“. Am Eingang an der Nordseite ist die Aufnahme Mariens in den Himmel mit Huldigung der Städte und Märkte des Rentamts Burghausen dargestellt. Die 16 Ölgemälde an den Wänden aus dem Jahr 1720 stellen Männer von „heiligmäßigem Leben“ als Vorbilder dar. Bei einer umfassenden Restaurierung 1961 bis 1963 wurde eine spätere Übermalung der Fresken entfernt. Seither wird der Saal wieder für Feierlichkeiten der Schule und als Konzertsaal verwendet. 1985 wurde eine Konzertorgel mit 23 Registern und klingendem Zimbelstern eingebaut. Die Aula wurde 1993/94 renoviert.

### Kollegbau (Westtrakt)
Der Westtrakt ist ein langgestreckter dreigeschossiger Bau mit Satteldach, Baubeginn 1632, der wohl erst in der zweiten Hälfte des 17. Jahrhunderts fertiggestellt wurde. Er ist inzwischen stark überformt. Ursprünglich war dieser der Wohntrakt der Jesuiten und diente später, bis 1891, als Kaserne. Daraufhin war dann das Amtsgericht in den Räumen untergebracht. 1959 wurden schließlich alle ehemaligen Jesuitenbauten in die Schule integriert. In diesem Zuge wurde auch die Ostfassade neu erstellt, um ausreichend Fenster für die Klassenräume zu bekommen. 1974 wurde der Bau um 11 Meter verlängert.

### Weitere Gebäude

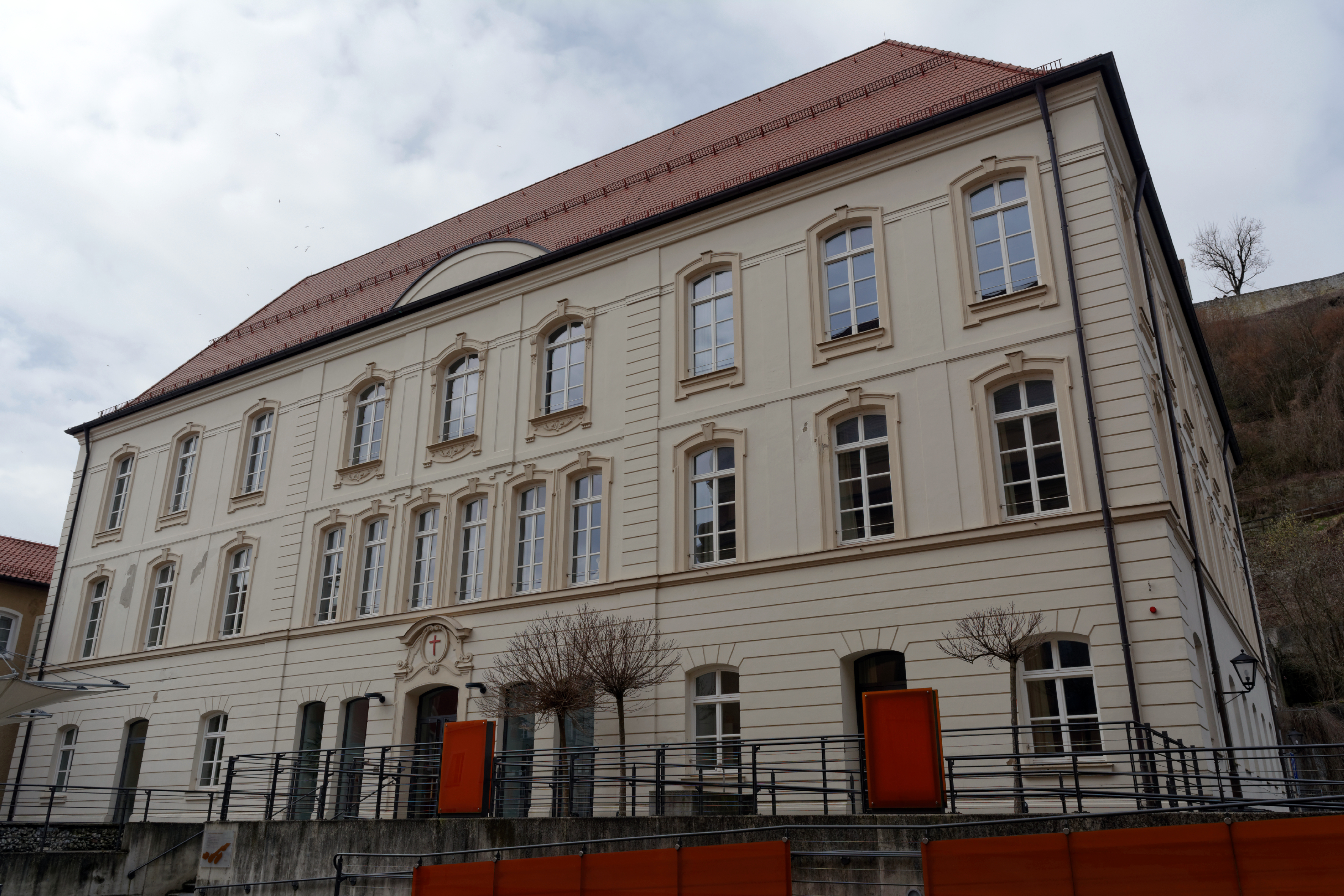
Gebäude des ehemaligen Salesianer-Seminars, heute Teil des Kurfürst-Maximilian-Gymnasiums

Zu den heutigen Gebäuden des Gymnasiums gehörte ursprünglich auch die Studienkirche St. Josef.
Ein Trakt mit der Sporthalle, der sich im Norden anschließt wurde 2016 in Betrieb genommen.
Inzwischen gehört auch das Gebäude des ehemaligen Salesianer-Seminars zur Schule. Das Baudenkmal in der Zaglau 89 wurde 1890 errichtet, ging 1920 an die Salesianer über, diente ab 1941 als Schülerheim, später als Flüchtlings- und Seuchenkrankenhaus, bevor 1949 wieder die Salesianer einzogen.

## Bekannte Schülerinnen und Schüler
- Joseph Franz Xaver von Hoppenbichl (1721–1779), Gründer der ersten Landwirtschaftsgesellschaft des Kurfürstentums und Rektor des Lyzeums in Burghausen
- Anton Maria Kobolt (1752–1826), Historiker
- Ludwig Thoma (1867–1921), Schriftsteller, war zwei Jahre Schüler des Gymnasiums.[11] Seine Erlebnisse aus dieser Zeit inspirierten ihn zu einigen seiner Lausbubengeschichten. So war der Burghauser Gymnasialprofessor Heinrich Faltermayer einer seiner Lehrer, welchem Thoma als „Falkenberg“ bzw. „Kindlein“ ein Denkmal setzte.[4]
- Franz Koelsch (1876–1970), Arbeitsmediziner
- Wilhelm Hoegner (1887–1980), Bayerischer Ministerpräsident
- Ludwig Leitl (1883–1931), Heimatschriftsteller
- Johann Baptist Huber (1892–1942), Geistlicher und Widerstandskämpfer
- Manfred Hörhammer (1905–1985), Mitbegründer von Pax Christi
- Hannes Burger (* 1937), Journalist und Autor
- Herbert Riehl-Heyse (1940–2003), Journalist
- Philipp Vandenberg (* 1941), Schriftsteller
- Volker Fadinger (* 1941), Historiker
- Walter Wakenhut (* 1942), Militärgeistlicher
- Joseph Kastenbauer (1945–2022), Arzt und Zahnarzt, Honorarkonsul, Träger mehrerer Verdienstorden
- Stephan Barbarino (* 1955), Musicalautor und Regisseur
- Undine Brixner (* 1958), Schauspielerin
- Hannes Hintermeier (* 1961), Journalist und Literaturkritiker
- Christian Fandrych (* 1961), Linguist
- Maurus Reinkowski (* 1962), Historiker und Islamwissenschaftler
- Christine Pitzke (* 1964), Schriftstellerin
- Dietmar Grypa (* 1965), Historiker
- Wolfgang Koch (* 1966), Sänger
- Johann Simon Kreuzpointner (* 1968), Komponist, Musikpädagoge und Kirchenmusiker
- Walter Jetz (* 1973), Biologe
- Gertraud Stadler (* 1974), Psychologin
- Martin Grütter (* 1983), Komponist